# آکند
آکند از شهرهای استان مازندران در شمال ایران است. این شهر که مرکز بخش رودپی واقع در شهرستان ساری است در سال ۱۳۹۹ با درخواست استانداری مازندران و با موافقت وزارت کشور به شهر تبدیل شد.

## مردم
مردم این شهر از قومیت طبری هستند و به زبان طبری با لهجه ساروی سخن می‌گویند.
بر اساس سرشماری سال ۱۳۹۵ جمعیت این شهر برابر با ۱۴۱۶ نفر بوده‌است.